# Dąbrówka Górna
Dąbrówka Górna (deutsch Dombrowka a./Oder, 1934–1945: Eichtal) ist ein Ort in der Stadt- und Landgemeinde Krapkowice (Krappitz) in der Woiwodschaft Opole in Polen.

## Geographie
Dąbrówka Górna liegt 10 km nordwestlich von Krapkowice und 16 km südlich von Opole (Oppeln)  am linken Ufer der Oder in der Nizina Śląska (Schlesischen Tiefebene). 
Nachbarorte von Dąbrówka Górna sind im Norden Groß Schimnitz (Zimnice Wielkie) und im Süden Rogau. Auf der gegenüberliegenden Seite der Oder im Osten liegt das zu Gogolin gehörende Dorf Chorulla.

## Geschichte

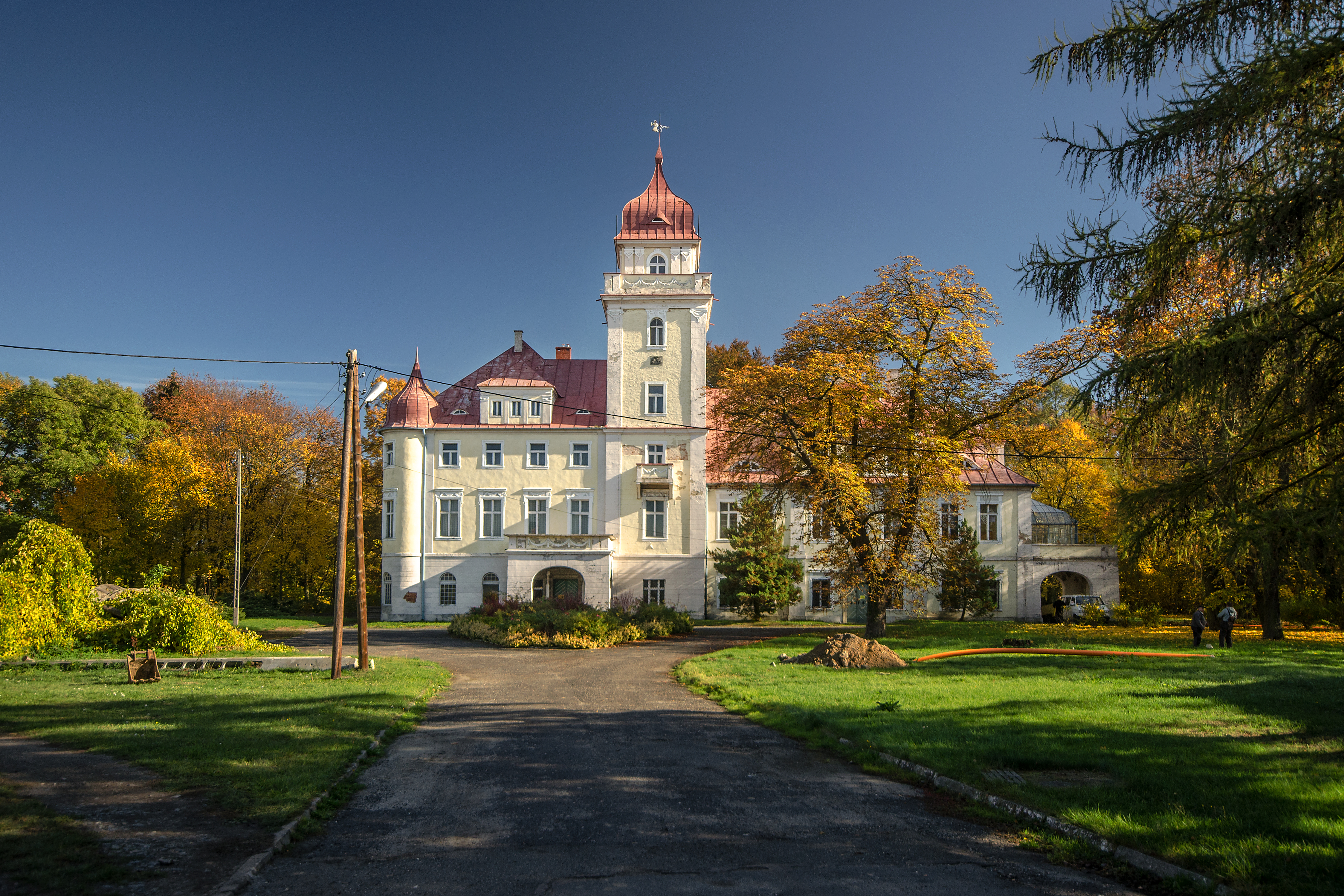
Schloss Dąbrówka Górna

Die Ortschaft wurde 1295 das erste Mal in der Liber fundationis episcopatus Vratislaviensis als Dambrona Goziconis erwähnt. Eine erste burgartige Anlage entstand wohl bereits um 1100 zur Sicherung der Furt in der Oder. Im Dreißigjährigen Krieg wurden das Schloss und das Dorf zerstört.
Zwischen 1907 und 1909 erhielt das Schloss in Dombrovka seine heutige Gestalt. Bei der Volksabstimmung in Oberschlesien am 20. März 1921 stimmten 386 Wahlberechtigte für einen Verbleib bei Deutschland und 163 für die Zugehörigkeit zu Polen. 1934 wurde der Ort in Eichtal umbenannt.
Bis 1945 gehörte der Ort zum Landkreis Oppeln. Danach kam der bisher deutsche Ort unter polnische Verwaltung und wurde in Dąbrówka Górna umbenannt und der Woiwodschaft Schlesien angeschlossen. 1950 kam der Ort zur Woiwodschaft Oppeln.

## Sehenswürdigkeiten

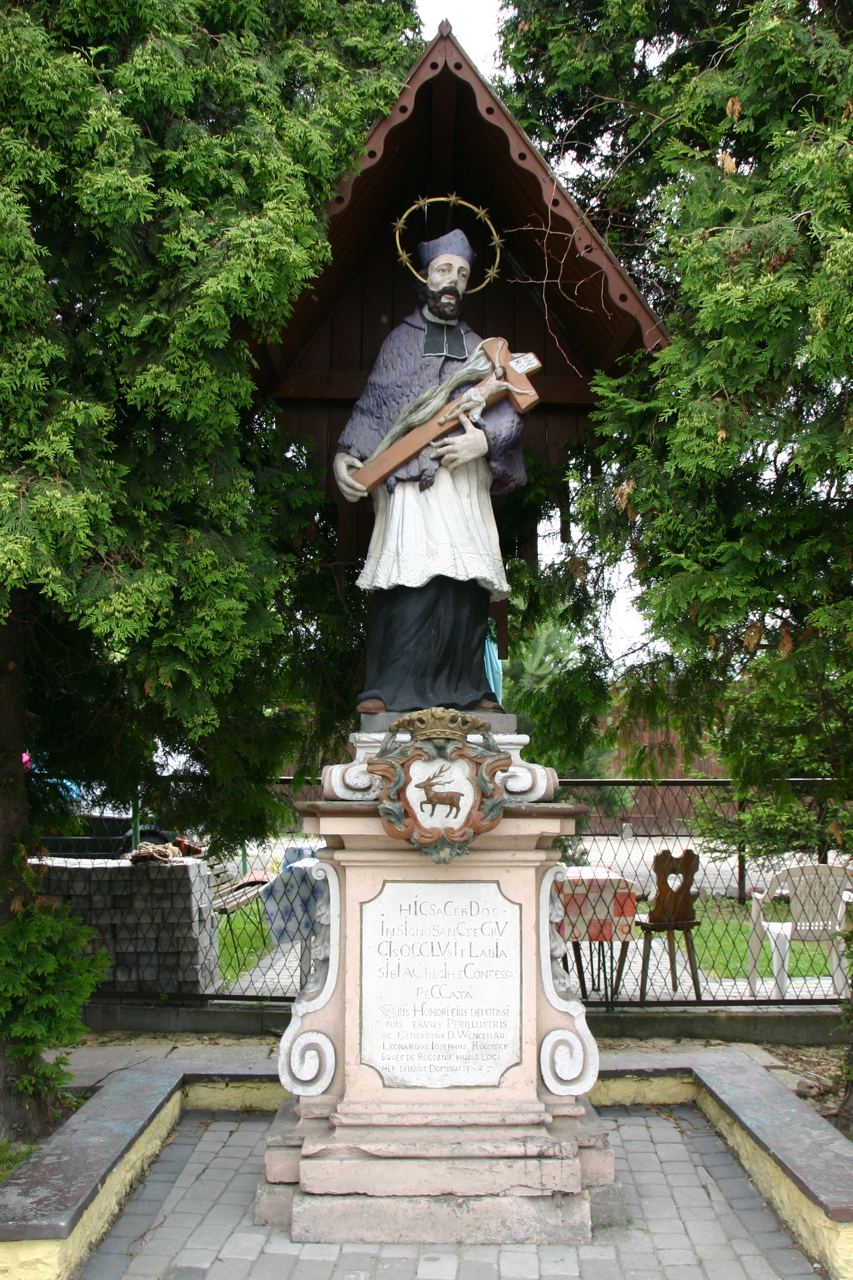
Nepomukstatue

- Das Schloss von Dombrowka erhielt seine heutige neobarocke Gestalt zwischen den Jahren 1907 bis 1909. Die Geschichte der Schlossanlage geht bis in das 14. Jahrhundert zurück. Nach dem Zweiten Weltkrieg wurde das Schloss von sowjetischen Soldaten geplündert. Zwischenzeitlich wurde es als Stall genutzt, später als Gesundheitsausbildungszentrum. Ab den 1980er Jahren stand das Schloss leer, bis es 1993 von einer privaten Person erworben und zu einem Hotel umgebaut wurde. Zum Schloss selber gehört eine große Parkanlage.
- Gegenüber der Schlossanlage steht an einer Bushaltestelle an der ul. Opolska eine im Jahr 1719 entstandene Nepomukstatue.[5]
- Die St.-Rochus-Kirche wurde in den 1960er Jahren von den katholischen Einwohnern unter konspirativen Umständen in Eigenleistung erbaut.[6]

## Persönlichkeiten
- Elgar von Dalwigk (1827–1873), Verwaltungsbeamter und Erbherr auf Dombrowka